# ¿Qué es la propiedad?
¿Qué es la propiedad? Investigaciones sobre el principio del derecho y del gobierno (en francés: Qu'est-ce que la propriété? ou Recherche sur le principe du Droit et du Gouvernment) es el título de un libro del anarquista francés Pierre-Joseph Proudhon editado en el año 1840. 
Es en este libro donde aparece la cita más célebre de Proudhon, «la propiedad es un robo», y otras menos conocidas, como «la propiedad es imposible».

## Propiedad
Proudhon creía que la concepción habitual de la propiedad combina dos componentes distintos que, una vez identificados, mostrarían la diferencia entre la propiedad como una forma de tiranía y la propiedad usada para proteger la libertad. Argumentó que el resultado del trabajo del individuo, aquel en el que se ocupa con regularidad, genera una forma legítima de propiedad. Pero se opuso a que la tierra no ocupada fuera concebida como una forma de propiedad legítima, aceptando solamente una forma de "posesión" sobre la tierra en virtud de su real ocupación o trabajo. Por extensión, ya que solo la tierra trabajada u ocupada es una forma de propiedad legítima, puso también en cuestión instituciones como el interés de los préstamos o la renta del alquiler.
Algunos anarquistas antiguos emplearon los términos de «posesión» y «propiedad» para distinguir lo que Proudhon entendía como propiedad privada del producto del trabajo, por un lado, y la propiedad de la tierra, por otro. En este sentido, la propiedad privada se referiría a la propiedad sobre la tierra baldía, mientras que la propiedad personal sería el producto del trabajo efectivamente realizado por el individuo o sobre las mercancías. Esta diferenciación es un componente importante en la crítica mutualista del capitalismo estatal.
La propiedad se divide en bien común y bien individual.
Asimismo, habla sobre el salario de los trabajadores y del robo que el capitalista hace a la propiedad de la clase trabajadora.

## Anarquista
Este es el primer texto de la Edad Contemporánea donde alguien se autodenomina anarquista en un sentido positivo. Véase el siguiente diálogo que aparece en el capítulo V del libro: 

—¿Qué forma de gobierno es preferible?
—¿Y aún lo preguntáis? —contestará inmediatamente cualquiera de mis jóvenes lectores—.
—¿No sois republicano?
—Republicano soy, en efecto, pero esta palabra no precisa nada. Res pública 
es la cosa pública, y por esto quien ame la cosa pública, bajo cualquier forma
de gobierno, puede llamarse republicano. Los reyes son también republicanos.
—¿Sois entonces demócrata?
—No.
—¿Acaso sois monárquico?
—No.
—¿Constitucional?
—Dios me libre.
—¿Aristócrata?
—Todo menos eso.
—¿Queréis, pues, un gobierno mixto?
—Menos todavía.
—¿Qué sois entonces?
—Soy anarquista.
capítulo V, ¿Qué es la propiedad?